# Elio Germano
Pour les articles homonymes, voir Elio (homonymie) et Germano.
Elio Germano est un acteur italien né le 25 septembre 1980 à Rome. Il a reçu le Prix d'interprétation masculine ex æquo avec Javier Bardem au Festival de Cannes 2010 pour son rôle dans le film La nostra vita. Il a également remporté un Globo d'oro en 2012 pour Magnifica presenza et quatre David di Donatello du meilleur acteur : en 2007 pour Mon frère est fils unique, en 2011 pour La nostra vita, en 2015 pour Il giovane favoloso et en 2021 pour Je voulais me cacher.

## Biographie
Elio Germano naît au sein d'une famille originaire de Molise. Il hésite d'abord vers un métier de dessinateur de bandes dessinées, puis il suit pendant trois ans des cours de théâtre, avant de débuter dans des petits théâtres de Rome et dans des séries à la télévision.
Il obtient son premier rôle en 1999 dans le film Il Cielo in una stanza de Carlo Vanzina. Il pratique le rap comme hobby et chante au sein du groupe Bestierare.

## Filmographie

### Cinéma
- 1992 : Ci hai rotto papà de Castellano et Pipolo : Andrea Cecconi
- 1999 : Il cielo in una stanza de Carlo Vanzina : Paolo
- 2001 : Concurrence déloyale (Concorrenza sleale) d'Ettore Scola : Paolo Melchiori
- 2002 : Ultimo stadio d'Ivano De Matteo : Billo
- 2002 : Respiro d'Emanuele Crialese : Pier Luigi
- 2003 : Ora o mai più de Lucio Pellegrini : Doveri
- 2003 : Fame chimica d'Antonio Bocola et Paolo Vari
- 2003 : Liberi de Gianluca Maria Tavarelli : Vince
- 2004 : Che ne sarà di noi de Giovanni Veronesi : Manuel
- 2005 : Chiamami Salomè de Claudio Sestieri : Profeta
- 2005 : Quo vadis, baby? de Gabriele Salvatores : Lucio
- 2005 : Sangue - La morte non esiste de Libero De Rienzo : Yuri
- 2005 : Mary d'Abel Ferrara : Matteo
- 2005 : Romanzo criminale de Michele Placido : Il Sorcio
- 2005 : Melissa P. de Luca Guadagnino : Arnaldo
- 2006 : Padiglione 22 de Livio Bordone : l'homme enfant
- 2006 : Napoléon (et moi) (N (Io e Napoleone)) de Paolo Virzì : Martino Papucci
- 2007 : Mon frère est fils unique (Mio fratello è figlio unico) de Daniele Luchetti : Accio Benassi
- 2007 : Nessuna qualità agli eroi de Paolo Franchi : Luca
- 2008 : Il mattino ha l'oro in bocca de Francesco Patierno : Marco
- 2008 : Tutta la vita davanti de Paolo Virzì : Lucio 2
- 2008 : Il passato è una terra straniera de Daniele Vicari : Giorgio
- 2008 : Come Dio comanda de Gabriele Salvatores : Quatre fromages
- 2009 : La bella gente d'Ivano De Matteo : Giulio
- 2009 : Nine de Rob Marshall : Pierpaolo
- 2010 : La nostra vita de Daniele Luchetti : Claudio de Rosa
- 2010 : Le Grand Voyage de la vie (Das Ende ist mein Anfang / La fine è il mio inizio) de Jo Baier : Folco Terzani
- 2011 : Qualche nuvola de Saverio di Biagio : vendeur
- 2012 : Magnifica presenza de Ferzan Özpetek : Pietro
- 2012 : Diaz : un crime d'État (Diaz, dont' clean up this blood) de Daniele Vicari : Luca Gualtieri
- 2012 : Padroni di casa d'Edoardo Gabbriellini : Elia
- 2013 : L'ultima ruota del carro de Giovanni Veronesi : Ernesto
- 2014 : Leopardi : Il giovane favoloso de Mario Martone : Giacomo Leopardi
- 2015 : La Dame dans l'auto avec des lunettes et un fusil de Joann Sfar: Stefano, dit Georges
- 2015 : Alaska de Claudio Cupellini : Fausto
- 2015 : Suburra de Stefano Sollima : Sebastiano
- 2016 : L'Ami, François d'Assise et ses frères de Renaud Fély : François d'Assise
- 2017 : Questione di karma d'Edoardo Falcone : Mario PItagora
- 2017 : La tenerezza de Gianni Amelio : Fabio
- 2017 : Io sono Tempesta de Daniele Luchetti :
- 2020 : Je voulais me cacher (Volevo nascondermi) de Giorgio Diritti : Antonio Ligabue
- 2020 : L'Incroyable Histoire de l'Île de la Rose (L'incredibile storia dell'Isola delle Rose) de Sydney Sibilia : Georgio Rosa
- 2024 : Confidenza de Daniele Luchetti
- 2024 : Lettres siciliennes (Iddu) de Fabio Grassadonia et Antonio Piazza : Matteo Messina Denaro
- 2024 : La grande ambizione d'Andrea Segre : Enrico Berlinguer

### Télévision
- 2005 : Aimez-vous Hitchcock ? (Ti Piace Hitchcock ? / Do you like Hitchcock) de Dario Argento

## Récompenses et distinctions
- Festival du film italien d'Annecy 2003 : Prix d'interprétation masculine pour Liberi
- David di Donatello 2007 : meilleur acteur pour Mon frère est fils unique
- Festival de Cannes 2010 : Prix d'interprétation masculine pour La nostra vita
- David di Donatello 2011 : meilleur acteur pour La nostra vita
- David di Donatello 2015 : meilleur acteur pour Leopardi, Il giovane favoloso
- Berlinale 2020 : Ours d'argent du meilleur acteur pour Je voulais me cacher[1]
- David di Donatello 2021 : meilleur acteur pour Je voulais me cacher[2],[3]
- David di Donatello 2024 : meilleur acteur dans un second rôle pour Palazzina Laf